# Paul Temba Nyathi
Paul Themba Nyathi är en zimbabwisk oppositionspolitiker som har en ledarställning inom Rörelsen för demokratisk förändring (MDC). Han är också en Zimbabwes representanter i det Panafrikanska parlamentet.